# Йоме, Майкл
Майкл Йоме (англ. Michael Yome; 29 августа 1994, Гибралтар) — гибралтарский футболист, нападающий клуба «Сент-Джозефс» и сборной Гибралтара.

## Биография

### Клубная карьера
Начинал заниматься футболом в команде «Гибралтар Юнайтед». С 2005 года играл в Испании за молодёжные команды «Рекреативо Линенсе» и «Атлетико Забал», а в 2011 году вернулся в Гибралтар, где стал игроком клуба «Линкольн Ред Импс». Часть сезона 2014/15 игрок провёл в аренде в клубе девятого дивизиона Англии «Лафборо Юниверсити», после чего вернулся в «Линкольн». В январе 2016 года Йоме перешёл в клуб «Манчестер 62», где провёл около полугода. Летом того же года он поступил в Canterbury Christ Church University и переехал в Кентербери, где присоединился к клубу девятого дивизиона «Кентербери Сити». В 2017 году Йоме вернулся в Гибралтар и подписал контракт с клубом «Европа».

### Карьера в сборной
Дебютировал за сборной Гибралтара 4 сентября 2015 года в матче отборочного турнира чемпионата Европы 2016 против сборной Ирландии, в котором вышел на замену на 73-й минуте вместо Джон-Пола Дуарте. Также он принимал участие в квалификации чемпионата мира 2018, где сыграл в 4 матчах. Последний матч за национальную команду сыграл 10 октября 2017 года против сборной Греции, а всего за сборную Гибралтара провёл 9 матчей (по состоянию на январь 2020 года).

## Достижения
«Линкольн Ред Импс»
- Чемпион Гибралтара (3): 2013/14, 2014/15, 2015/16
- Обладатель Кубка Гибралтара (3): 2013/14, 2014/15, 2015/16

«Европа»
- Обладатель Кубка Гибралтара (2): 2017/18, 2019
- Обладатель Суперкубка Гибралтара (2): 2018, 2019